# دوري سينت مارتن لكرة القدم
دوري سينت مارتن لكرة القدم هو أكبر دوري كرة القدم في سينت مارتن .

## الفائزين السابقين
- 1975-1976 : بي إس في
- 1977-1978 إلى 2000 : غير معروف
- 2001 : النادي الرياضي
- 2002 : فيكتوري بويز
- 2003 : غير معروف
- 2004 : يوفنتوس
- 2005 : سي أند دي كونكشن
- 2005-06 : سي أند دي كونكشن
- 2006-07 : سي أند دي كونكشن (فيليبسبرج)
- 2007-2008 إلى 2010-2011 : غير معروف
- 2011-12 إلى 2014-15 : لم يلعب
- 2015 : فليمس يونايتد
- 2016-17: ريغي ليونز

## روابط خارجية
- سينت مارتن - قائمة الأبطال ، RSSSF.com